# Imię teoforyczne
Imię teoforyczne (z gr. θεοφόρητος theoforētos, „niosący bóstwo”) – imię odnoszące się do bóstwa, zawierające w sobie człon „bóg” lub imię własne boga. Przykładem może być grecki Apollo i pochodzące od niego imiona „Apoloniusz”, „Apolinary”, czy „Apolonia”. Powodem nadawania takich imion była prawdopodobnie wiara, że przyniosą one osobie tak nazwanej przychylność ze strony danego bóstwa.

## Przykłady

### Antyczne imiona teoforyczne
- Demetriusz, Dymitr – „należący do bogini Demeter”
- Dionizy, Denis – „należący do Dionizosa”
- Marcin – „należący do Marsa”
- Artemiusz, Artemij – „należący do bogini Artemidy”
- Diana – bezpośrednio od imienia rzymskiej bogini łowów

### Chrześcijańskie imiona teoforyczne
- Amadeusz – „kochający Boga”
- Bogumił – „miły Bogu” lub „miłujący Boga”
- Gotfryd – „boski pokój”
- Krystian – „chrześcijanin, wyznawca Chrystusa”
- Krzysztof – „niosący Chrystusa”

### Germańskie imiona teoforyczne
- Ingeborga – „twierdza Inga”, nordyckiego boga płodności
- Oskar – „boska włócznia”

### Hebrajskie imiona teoforyczne
- Jezus – „Jahwe wybawieniem”
- Maciej – „dar od Boga”